# Семидідько Андрій Варфоломійович
Андрій Варфоломійович Семидідько (1904, село Ковалівка, тепер Шишацького району Полтавської області — 15 жовтня 1949, місто Москва) — український радянський діяч, голова колгоспу «Червона зірка» Шишацького району Полтавської області. Депутат Верховної Ради СРСР 2-го скликання.

## Життєпис
Народився в бідній селянській родині. З 1916 року наймитував у заможних селян. Закінчив семирічну школу.
З початку 1930-х років — конюх, бригадир, комірник колгоспу «За урожай» на Полтавщині.
У 1935—1939 роках — голова колгоспу «Переможець» Шишацького району Полтавської області.
Член ВКП(б) з 1938 року.
З 1939 по 1941 рік — голова колгоспу «Червона зірка» села Ковалівки Шишацького району Полтавської області.
У 1941 році був евакуйований до Челябінської області РРФСР.
З грудня 1942 по 1945 рік служив у Червоній армії, учасник німецько-радянської війни.
З 1945 до 15 жовтня 1949 року — голова колгоспу «Червона зірка» села Ковалівки Шишацького району Полтавської області.
На пам'ять про Андрія Семидідька в селі Ковалівці Шишацького району було названо вулицю.

## Нагороди
- медаль «За взяття Кенігсберга»
- медаль «За перемогу над Німеччиною у Великій Вітчизняній війні 1941—1945 рр.» (1945)